# 翁長誠
翁長 誠（おなが まこと、1979年7月18日 - ）は、日本の俳優、ナレーター。埼玉県出身。身長177cm。血液型A型。リベルタに所属していた。

## 人物
- 特技はサッカー、スキー、ゴルフ[2]。資格は普通自動車免許、中型自動二輪免許[2]。

## 出演作品

### 映画
- BACK STAGE/バックステージ（香月秀之監督）
- トワイライトシンドローム（舞原賢三監督）
- サマーリフレイン （2008年、池田圭監督）-武井義之役
- ヒミズ（2012年、園子温監督）
- 魔女の宅急便（2014年、清水崇監督）

### ショートムービー
- stereo world by my side（2005年、池田圭監督）- 主演
  - 札幌国際短編映画祭入選
- 夢、罪と蕎麦と緩い巻き髪、そういうカフカ（2006年、池田圭監督）
  - ひろしま映像展本選上映
  - トロント国際映画祭ショートフィルムフェスティバル2006正式上映
- Clears（2006年、池田圭監督）- 主演
  - 新城映画祭2007入選
  - 東京ネットムービーフェスティバルにて、樋口真嗣賞とスクリーニング・オーディエンス賞をダブル受賞
  - 山形国際ムービーフェスティバル2007準グランプリ
- Birthday Song（2007年、池田圭監督）
  - 福井映画祭2007入選

### テレビドラマ
- はみだし刑事情熱系（テレビ朝日）
- ホテリアー（2009年、テレビ朝日）
- リアルシスター（2010年）
- カン・ゴローの四字熟語な生活（2010年、NHK）

### CM 出演
- エイズ撲滅キャンペーン
- M-TV
- KDDI-デザイニング-

### テレビCM・ナレーション
- 世界の中心で、愛をさけぶ
- Canon-ivis-
- マクドナルド-サラダディッシュ-
- SONY-サイバーショット-
- タカラトミー-Hi-kara-
- 創価大学
- 日立
  - IHクッキングヒーター（2009年）
  - ナイアガラ出湯（2009年）
- ららぽーと
  - クリスマスセール 篇（2009年）
  - カウントダウンセール 篇（2011年）
- JR東日本
  - トレイン篇
  - Tokyo Station city 篇
  - 行くぜ、東北篇
- NEC
  - EV充電インフラ篇（2011年-2012年）
  - スマートハウス（HEMS）篇（2011年-2012年）
- エバラ（2011年-2012年）
  - 蒸し鍋のたれ-感激篇-
  - 蒸し鍋のたれ-うた篇-
- 三菱東京UFJ銀行
  - 自然の音をえがこう篇（2009年）
  - 環境の種篇（2011年）
  - 想いをつなぐ篇（2011年）
  - 自然の中で（鳥）篇（2011年）
  - 育英基金-鹿折小学校篇-（2012年）
  - 育英基金-合唱篇-（2013年）
- Round1
- ナリス化粧品（2010年）
- JT-分煙ニュース-（けむりくんの声）
- 味の素-ほコ丸キャンペーン-（2011年）
- シーマ・エクセルコダイヤモンド（2011年-）
- アムウェイホーム（2012年）
- KIRIN 休む日の0.00%（2012年）
- casio-プリン写ル-（2012年）
- ノンシリコンシャンプーgift（2012年）
- NTT-君の未来篇-（2013年-）
- オリンパス（2013年）
- P&G ボールド
  - ピンク満載篇（2013年）
  - ショッピング篇（2013年）
  - クリスマス篇（2013年）
  - ファン感謝祭篇（2014年）
  - ファン感謝祭 第2弾篇（2014年）
- 林野庁（2013年-）
- 福島県-ふくしまの農業2013-
- レコチョク
  - ゆず「雨のち晴レルヤ」
  - ゆず「ヒカレ」
- HONDA ヴェゼル（2014年）
- 東京都知事選挙（2014年）
- アサヒフード＆ヘルスケア 素肌しずく（2014年-）
- KIRIN 淡麗グリーンラベル（2014年-）
  - ペインティング篇
  - スローイング篇
  - ポップコーン篇
  - レインボー篇
- 東京ガス ミスティ（2014年）
- ベルジャポン（2014年）
  - ベルキューブ
  - Kiri
- NABCO
- ホームプロ
- SHOP LIST
- LAWSON 新潟コシヒカリシリーズ-銀ダラ照焼篇-
- セイバン（2015年）
- ホーユー ビューティーラボ（2015年）
- ハイポネックス原液（2016年）
- ラゾーナ川崎（2016年）

### ラジオCM・ナレーション
- KDDI
- 雪印メグミルク
- 三菱東京UFJ銀行
- エバラ
- サントリー
- HONDA ヴェゼル
- 東京都知事選挙

### アニメ
- さいごの恐竜ティラン（2011年）主演ティラン役
  - プラネタリウムアニメーションとして日本全国で上映
  - ナレーションは女優の今井美樹が担当

### PV
- 中島卓偉「月さえ眠る夜に」（2006年5月24日リリースのアルバム『傘をささない君のために』収録曲）
- NORA「LIFE」

### 舞台
- 「我愛仙女」（1999年3月 東京芸術劇場小ホール）
- 「てっちん」（2000年 シアターモリエール）
- 「気分はスウィートルーム」（ウッディーシアター中目黒）
- 「気分はスウィートルーム2」（大塚萬スタジオ）
- 「同乗するならハンコくれ」（アトリエフォンティーヌ）
- 「恋はリボ払い!?」（池袋シアターグリーン）
- 「クラウディアからの手紙」（2006年1月 世田谷パブリックシアター）
- 「東京ダイヤモンド」（赤坂レッドシアター）

### ゲーム
- ファイナルファンタジーXII（2006年3月16日発売）バッシュ、ヴェイン役（モーションアクターを担当）

### スチール
- レディースタウンページ
- KDDI-でんぽっぽ-